# WrotaHistorii.pl
WrotaHistorii.pl (dawniej PolskieDzieje.pl) – darmowy portal internetowy o tematyce historycznej założony w 2004 roku przez Łukasza i Annę Piekarczyk. Aktualnie wydawcą i właścicielem strony jest SoftwareSystem sp. z o.o.. Od 2016 r. funkcję redaktora naczelnego pełni Michał Zborowski. Serwis znajduje się w Międzynarodowym Znormalizowanym Rejestrze Wydawnictw o charakterze ciągłym pod numerem ISSN 2083-9510.

## Tematyka
Tematyka portalu jest związana z historią. Stronę rocznie odwiedza średnio 1,2 miliona użytkowników. Ponadto powszechnie polecany przez wiele placówek dydaktycznych oraz ośrodków m.in. Ośrodek Rozwoju Edukacji.

## Osiągnięcia
- Certyfikat Zdamy.pl – Strona Przyjazna Młodzieży[5]
- Patron medialny filmu – Obłoki Śmierci – Bolimów 1915[6]
- Patron medialny – Rekonstrukcji bitwy pod Ostrołęką 1831[7]
- Patron medialny książki – Dziewczyny obławy augustowskiej

## Redakcja
- Wydawca portalu – Przemysław Sierechan[8]
- Redaktor naczelny – Michał Zborowski[8]

## Działalność edukacyjna
Portal PolskieDzieje polecają:
- Szkolny Punkt Konsultacyjny im. Adama Mickiewicza przy Ambasadzie RP w Paryżu[9]
- Gimnazjum nr 1. w Zgierzu[10]
- Centrum Kształcenia Ustawicznego w Siedlcach[11]
- Zespół Szkół Ponadgimnazjalnych w Redzie[12]
- Zespół Szkół Licealnych im. Józefa Piłsudskiego w Ustrzykach Dolnych[13]
- Zespół Szkolno-Przedszkolny w Lipiniu[14]
- Zespół Szkół Zawodowych im. Stanisława Staszica w Grybowie[15]
- Gimnazjum Dwujęzyczne nr 50. im. gen. Władysława Sikorskiego w Warszawie[16]
- Miejski Zespół Szkół nr 4. w Będzinie im. Noblistów Polskich[17]
- Zespół Szkół Ponadgimnazjalnych nr 2 im. Elizy Orzeszkowej w Bartoszycach[18]
- Zespół Szkół Szkoła Podstawowa i Gimnazjum w Mysłakowicach[19]

## Partnerzy
- Instytut Pamięci Narodowej
- Wydawnictwo Uniwersytetu Jagiellońskiego
- Wydawnictwo Uniwersytetu Warszawskiego
- Wydawnictwo Bellona
- Wydawnictwo Demart[20]